# ダリオ・オソリオ
ダリオ・オソリオ（Darío Osorio, 2004年1月24日 - ）は、チリ共和国のプロサッカー選手。チリ代表。FCミッティラン所属。ポジションはミッドフィールダー。

## 経歴

### クラブ
幼少期はサンティアゴ・ワンダラーズや地元のイフエラスのクラブの下部組織に所属していたが、エル・メロンで行われたウニベルシダ・デ・チレのトライアルに参加し、トップチームの選手であるルベン・ファルファンの推薦もあり、2015年にウニベルシダ・デ・チレに入団した。
2021年にトップチームに召集されたが公式戦の出場機会はなく、2022年1月、アルゼンチンで開催された国際トーナメントに参加。コロコロ戦でプロデビューし、初ゴールも記録した。2月21日、リーグ第3節のニューブレンセで59分から交代出場し、プリメーラ・ディヴィシオンデビュー。
2023年8月31日、デンマークのミッティランに移籍し、2028年6月までの契約を結んだ。9月3日、リーグ第7節のオーフス戦で移籍後初出場。

### 代表
2021年12月、U-20代表として親善大会に出場し、パラグアイ戦ではゴールを挙げた。7月12日に行われた、ペルーとの親善試合では2ゴールを挙げた。9月21日にはイングランドとも対戦した。
2022年6月、キリンカップサッカーのメンバーに選出され、10日のチュニジア戦でA代表デビュー。
8月31日、2023年パンアメリカン競技大会に向けた強化試合でU-23代表としてペルーと対戦し、1-0で勝利した。

## 個人成績

### クラブ
| 国内大会個人成績 | 国内大会個人成績       | 国内大会個人成績 | 国内大会個人成績 | 国内大会個人成績 | 国内大会個人成績 | 国内大会個人成績 | 国内大会個人成績 | 国内大会個人成績 | 国内大会個人成績 | 国内大会個人成績 | 国内大会個人成績 |
| 年度             | クラブ                 | 背番号           | リーグ           | リーグ戦         | リーグ戦         | リーグ杯         | リーグ杯         | オープン杯       | オープン杯       | 期間通算         | 期間通算         |
| 年度             | クラブ                 | 背番号           | リーグ           | 出場             | 得点             | 出場             | 得点             | 出場             | 得点             | 出場             | 得点             |
| チリ             | チリ                   | チリ             | チリ             | リーグ戦         | リーグ戦         | リーグ杯         | リーグ杯         | オープン杯       | オープン杯       | 期間通算         | 期間通算         |
| ---------------- | ---------------------- | ---------------- | ---------------- | ---------------- | ---------------- | ---------------- | ---------------- | ---------------- | ---------------- | ---------------- | ---------------- |
| 2022             | ウニベルシダ・デ・チレ | 24               | プリメーラ       | 27               | 7                | -                | -                | 4                | 1                | 31               | 8                |
| 2023             | ウニベルシダ・デ・チレ | 11               | プリメーラ       | 17               | 3                | -                | -                | 5                | 1                | 49               | 11               |
| デンマーク       | デンマーク             | デンマーク       | デンマーク       | リーグ戦         | リーグ戦         | リーグ杯         | リーグ杯         | オープン杯       | オープン杯       | 期間通算         | 期間通算         |
| 2023-24          | ミッティラン           | 11               | スーペルリーガ   |                  |                  | -                | -                |                  |                  |                  |                  |
| 通算             | チリ                   | チリ             | プリメーラ       | 44               | 10               | -                | -                | 5                | 1                | 49               | 11               |
| 通算             | デンマーク             | デンマーク       | スーペルリーガ   |                  |                  | -                | -                |                  |                  |                  |                  |
| 総通算           | 総通算                 | 総通算           | 総通算           | 44               | 10               | 0                | 0                | 5                | 1                | 49               | 11               |

### 代表
| チリ代表 | 国際Aマッチ | 国際Aマッチ |
| 年       | 出場        | 得点        |
| -------- | ----------- | ----------- |
| 2022     | 3           | 0           |
| 2023     | 3           | 0           |
| 2024     | 2           | 1           |
| 通算     | 8           | 1           |

#### ゴール
| #  | 年月日        | 開催地                                | 対戦国   | 勝敗 | 試合概要 |
| -- | ------------- | ------------------------------------- | -------- | ---- | -------- |
| 1. | 2024年3月26日 | スタッド・ヴェロドローム（ フランス） | フランス | ●2-3 | 親善試合 |